# Liste des empereurs de la dynastie Han
La dynastie Han règne sur la Chine de 202 av. J.-C. à 220 ap. J.-C.. Elle est séparée en deux périodes : les Han occidentaux et les Han orientaux, séparées par la brève interruption constituée par la dynastie Xin (9-23).

## Liste

### Han occidentaux (202 av. J.-C. – 9 ap. J.-C.)
| Nom posthume                         | Nom personnel       | Naissance                | Début du règne            | Fin du règne               | Mort                       | Noms d'ère |
| ------------------------------------ | ------------------- | ------------------------ | ------------------------- | -------------------------- | -------------------------- | --- |
| Gaozu (高祖)                         | Liu Bang (劉邦)     | 28 octobre 256 av. J.-C. | 28 février 202 av. J.-C.  | 1er juin 195 av. J.-C.     | 1er juin 195 av. J.-C.     | — |
| Huidi (惠帝)                         | Liu Ying (劉盈)     | 211 av. J.-C.            | 23 juin 195 av. J.-C.     | 26 septembre 188 av. J.-C. | 26 septembre 188 av. J.-C. | — |
| [Qian] Shaodi (少帝)                 | Liu Gong (劉恭)     | ?                        | 188 av. J.-C.             | 184 av. J.-C.              | 184 av. J.-C.              | — |
| [Hou] Shaodi (少帝)                  | Liu Hong (劉弘)     | ?                        | 184 av. J.-C.             | 180 av. J.-C.              | 180 av. J.-C.              | — |
| Wendi (文帝)                         | Liu Heng (劉恆)     | 203 av. J.-C.            | 14 novembre 180 av. J.-C. | 6 juillet 157 av. J.-C.    | 6 juillet 157 av. J.-C.    | - 163-156 : Hòuyuán (後元) |
| Jingdi (景帝)                        | Liu Qi (劉啟)       | 188 av. J.-C.            | 14 juillet 157 av. J.-C.  | 9 mars 141 av. J.-C.       | 9 mars 141 av. J.-C.       | - 149-143 : Zhōngyuán (中元) - 143-141 : Hòuyuán (後元) |
| Wudi (武帝)                          | Liu Che (劉徹)      | 14 juillet 157 av. J.-C. | 9 mars 141 av. J.-C.      | 29 mars 87 av. J.-C.       | 29 mars 87 av. J.-C.       | - 140-135 : Jiànyuán (建元) - 134-129 : Yuánguāng(元光) - 128-123 : Yuánshuò (元朔) - 122-117 : Yuánshòu (元狩) - 116-111 : Yuándǐng (元鼎) - 110-105 : Yuánfēng (元封) - 104-101 : Tàichū (太初) - 100-97 : Tiānhàn (天漢) - 96-93 : Tàishǐ (太始) - 92-89 : Zhēnghé (征和) - 88-87 : Hòuyuán (後元) |
| Zhaodi (昭帝)                        | Liu Fuling (劉弗陵) | 94 av. J.-C.             | 30 mars 87 av. J.-C.      | 5 juin 74 av. J.-C.        | 5 juin 74 av. J.-C.        | - 86-80 : Shǐyuán (始元) - 80-75 : Yuánfèng (元鳳) - 74 : Yuánpíng |
| Prince de Changyi (昌邑王 ou 海昏侯) | Liu He (劉賀)       | 92 av. J.-C.             | 18 juillet 74 av. J.-C.   | 14 août 74 av. J.-C.       | 59 av. J.-C.               | - 74 : Yuánpíng (元平) |
| Xuandi (宣帝)                        | Liu Xun (劉詢)      | 91 av. J.-C.             | 10 septembre 74 av. J.-C. | 10 janvier 48 av. J.-C.    | 10 janvier 48 av. J.-C.    | - 73-70 : Běnshǐ (本始) - 69-66 : Dìjié (地節) - 65-61 : Yuánkāng (元康) - 61-58 : Shénjué (神爵) - 57-54 : Wǔfèng (五鳳) - 53-50 : Gānlù (甘露) - 49 : Huánglóng (黃龍) |
| Yuandi (元帝)                        | Liu Shi (劉奭)      | 76 av. J.-C.             | 49 av. J.-C.              | 33 av. J.-C.               | 33 av. J.-C.               | - 48-44 : Chūyuán (初元) - 43-39 : Yǒngguāng (永光) - 38-34 : Jiànzhāo (建昭) - 33 : Jìngníng (竟寧) |
| Chengdi (成帝)                       | Liu Ao (劉驁)       | 51 av. J.-C.             | 33 av. J.-C.              | 7 av. J.-C.                | 7 av. J.-C.                | - 32-28 : Jiànshǐ (建始) - 28-25 : Hépíng (河平) - 24-21 : Yángshuò (陽朔) - 20-17 : Hóngjiā (鴻嘉) - 16-13 : Yǒngshǐ (永始) - 12-9 : Yuányán (元延) - 8-7 : Suīhé (綏和) |
| Aidi (哀帝)                          | Liu Xin (劉欣)      | 27 av. J.-C.             | 7 av. J.-C.               | 1 av. J.-C.                | 1 av. J.-C.                | - 6-3 : Jiànpíng (建平) - 2-1 : Yuánshòu (元壽) |
| Pingdi (平帝)                        | Liu Kan (劉衎)      | 9 av. J.-C.              | 1 av. J.-C.               | 3 février 6                | 3 février 6                | - 1-5 : Yuánshǐ (元始) |
| Ruzi Ying (孺子嬰)                   | Liu Ying (劉嬰)     | 5                        | 6                         | 9                          | 25                         | - 6-8 Jùshè (居攝) - 8 : Chūshǐ (初始) |

### Dynastie Xin (9-23)
| Nom posthume     | Nom personnel    | Naissance    | Début du règne | Fin du règne | Mort         | Noms d'ère                                                                      |
| ---------------- | ---------------- | ------------ | -------------- | ------------ | ------------ | ------------------------------------------------------------------------------- |
| Wang Mang (王莽) | Wang Mang (王莽) | 45 av. J.-C. | 9              | 6 octobre 23 | 6 octobre 23 | - 9-13 : Shǐjiànguó (始建國) - 14-19 : Tiānfēng (天鳳) - 20-23 : Dìhuáng (地皇) |

### Rétablissement Han (23-25)
| Nom posthume        | Nom personnel   | Naissance | Début du règne | Fin du règne | Mort | Noms d'ère               |
| ------------------- | --------------- | --------- | -------------- | ------------ | ---- | ------------------------ |
| Geng Shidi (更始帝) | Liu Xuan (劉玄) | ?         | 23             | 25           | 25   | - 23-25 : Gēngshǐ (更始) |

### Han orientaux (25-220)
| Nom posthume                                      | Nom personnel     | Naissance             | Début du règne   | Fin du règne     | Mort             | Noms d'ère |
| ------------------------------------------------- | ----------------- | --------------------- | ---------------- | ---------------- | ---------------- | --- |
| Guang Wudi (光武帝)                               | Liu Xiu (劉秀)    | 5 janvier 5 av. J.-C. | 5 août 25        | 29 mars 57       | 29 mars 57       | - 25-56 : Jiànwǔ (建武) - 56-57 : Jiànwǔzhongōyuán (建武中元) |
| Mingdi (明帝)                                     | Liu Zhuang (劉莊) | 15 juin 28            | 29 mars 57       | 5 septembre 75   | 5 septembre 75   | - 58-75 : Yǒngpíng (永平) |
| Zhangdi (章帝)                                    | Liu Da (劉炟)     | 57                    | 5 septembre 75   | 9 avril 88       | 9 avril 88       | - 76-84 : Jiànchū (建初) - 84-87 : Yuánhé (元和) - 87-88 : Zhānghé (章和) |
| Hedi (和帝)                                       | Liu Zhao (劉肇)   | 79                    | 9 avril 88       | 13 février 106   | 13 février 106   | - 89-105 : Yǒngyuán (永元) - 105 : Yuánxīng (元興) |
| Shangdi (殤帝)                                    | Liu Long (劉隆)   | 105                   | 13 février 106   | 21 septembre 106 | 21 septembre 106 | - 106 : Yánpíng (延平) |
| Andi (安帝)                                       | Liu Hu (劉祜)     | 94                    | 21 septembre 106 | 30 avril 125     | 30 avril 125     | - 107-113 : Yǒngchū (永初) - 114-120 : Yuánchū (元初) - 120-121 : Yǒngníng (永寧) - 121-122 : Jiànguāng (建光) - 122-125 : Yánguāng (延光)                                          |
| Shaodi, marquis de Beixiang (en) (少帝 ou 北鄉侯) | Liu Yi (劉懿)     | ?                     | 18 mai 125       | 10 décembre 125  | 10 décembre 125  | - 125 : Yánguāng (延光) |
| Shundi (順帝)                                     | Liu Bao (劉保)    | 115                   | 16 décembre 125  | 20 septembre 144 | 20 septembre 144 | - 126-132 : Yǒngjiàn (永建) - 132-135 : Yángjiā (陽嘉) - 136-141 : Yǒnghé (永和) - 142-144 : Hàn'ān (漢安) - 144 : Jiànkāng (建康)                                                  |
| Chongdi (沖帝)                                    | Liu Bing (劉炳)   | 143                   | 20 septembre 144 | 15 février 145   | 15 février 145   | - 145 : Yōngxī (永嘉) |
| Zhidi (質帝)                                      | Liu Zuan (劉纘)   | 138                   | 6 mars 145       | 26 juillet 146   | 26 juillet 146   | - 146 : Běnchū (本初) |
| Huandi (桓帝)                                     | Liu Zhi (劉志)    | 132                   | 1er août 146     | 25 janvier 168   | 25 janvier 168   | - 147-149 : Jiànhé (建和) - 150 : Hépíng (和平) - 151-153 : Yuánjiā (元嘉) - 153-154 : Yǒngxīng (永興) - 155-158 : Yǒngshòu (永壽) - 158-167 : Yánxī (延熹) - 167 : Yǒngkāng (永康) |
| Lingdi (靈帝)                                     | Liu Hong (劉宏)   | 156                   | 17 février 168   | 13 mai 189       | 13 mai 189       | - 168-172 : Jiànníng (建寧) - 172-178 : Xīpíng (熹平) - 178-184 : Guānghé (光和) - 184-189 : Zhōngpíng (中平)                                                                       |
| Shaodi,(prince de Hongnong) (少帝 ou 弘農王)      | Liu Bian (劉辯)   | 176                   | 15 mai 189       | 28 septembre 189 | 6 mars 190       | - 189 : Guīngxī (光熹) - 189 : Zhàoníng (昭寧) |
| Xiandi (獻帝)                                     | Liu Xie (劉協)    | 181                   | 28 septembre 189 | 10 décembre 220  | 21 avril 234     | - 189 : Yǒnghàn (永漢) - 190-193 : Chūpíng (初平) - 194-195 : Xīngpíng (興平) - 196-220 : Jiàn'ān (建安) - 220 : Yánkāng (延康)                                                     |